# Mesquita de Moulay Abdallah
La Mesquita de Moulay Abdallah és una mesquita i una necròpoli reial situades al bell mig del districte Moulay Abdallah, a Fes Jdid, la històrica ciutat palau i ciutadella de Fes, al Marroc. La fundà el sultà alauita Moulay Abd Al·lah (ibn Ismaïl), que està soterrat en la necròpoli adjacent juntament amb membres posteriors de la dinastia.

## Descripció
La mesquita està situada a Fes Jdid ('Nova Fes'), que originàriament era una ciutadella reial i administrativa fundada el 1276 per la dinastia marínida.  Fes Jdid albergava al principi moltes tropes del sultà i el Palau Reial fins als temps moderns. En el segle XVII, el soldà alauita Mulay al-Rashid va construir la gran Kaṣbah Cherārda al nord de Fes Jdid per a albergar les tropes, la qual cosa alliberà espai a la ciutat. Això incloïa la zona nord-oest de Fes Jdid, que després esdevingué el barri de Moulay Abdallah des del segle xviii.: :296  Ací és on el sultà Moulay Abdallah ibn Ismaïl (que governà de manera intermitent entre el 1729 i el 1757) va erigir la mesquita i on fou enterrat.
La mesquita també tenia una madrassa que oferia formació inicial (en estudis alcorànics) a estudiants amb menys educació abans que anassen a estudiar a la Universitat d'al-Qarawiyyin, a Fes el Bali.: :463  També hi havia un antic bany turc a l'oest de la mesquita.

## Necròpoli reial

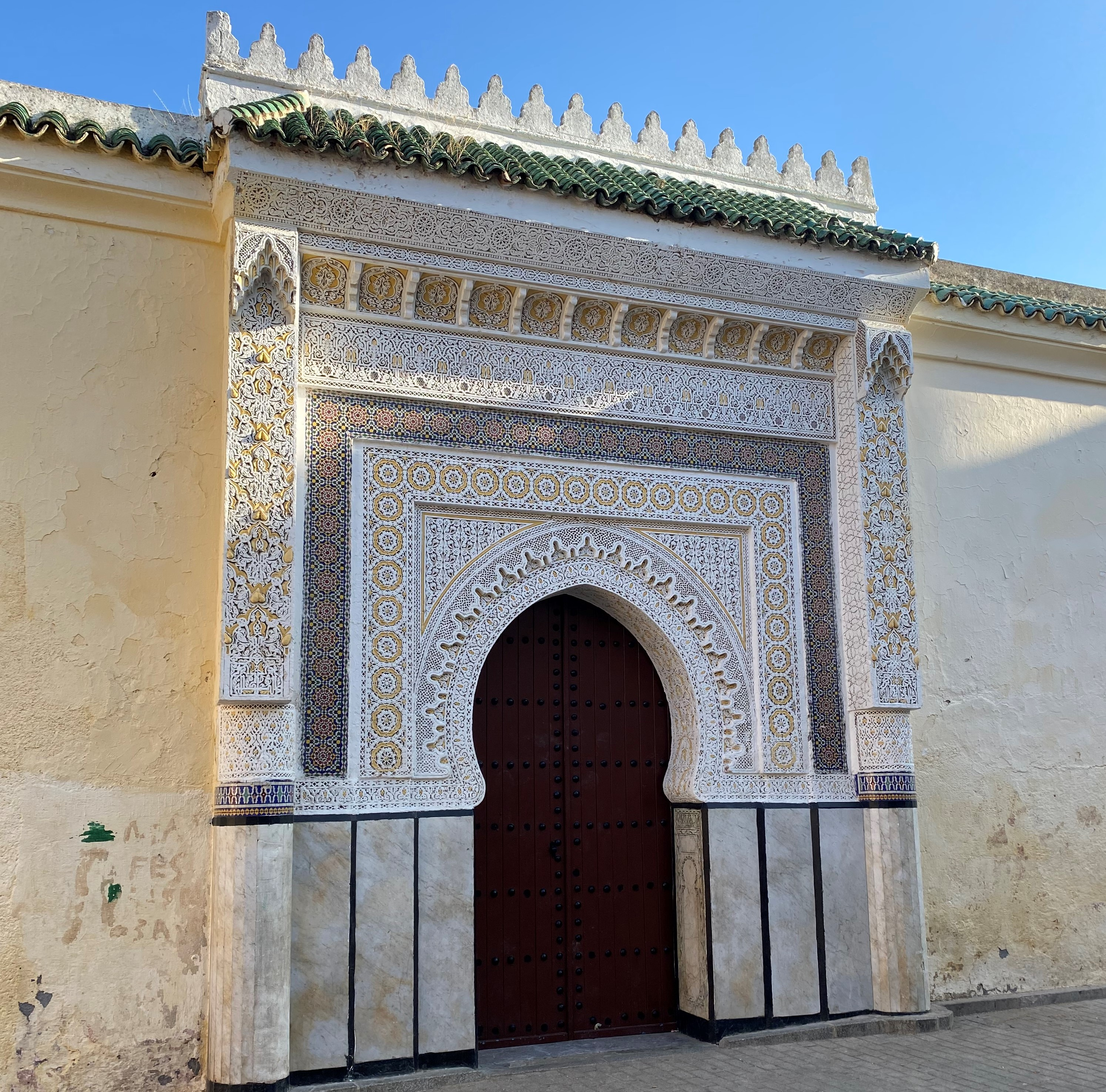
Porta d'entrada independent a la necròpoli al costat sud de la mesquita

La necròpoli ocupa la part sud del conjunt de la mesquita i consta de dos patis, una sala de pregària i la sala d'enterrament.: :127  Segons Henri Bressolette, la necròpoli existia ja en el segle XVII, però la remodelà fins a la forma actual Mulay Muhammad ibn Abd ar-Rahman a mitjan segle xvii (abans del seu ascens al tron el 1859, mentre encara servia com a diputat del seu pare Abd al-Rahman ben Hixam). Khanatha bint Bakkar fou soterrada ací així com el seu fill el soldà Moulay Abd Al·lah ibn Ismaïl. Tanmateix, els seus successors immediats s'enterraren en altres llocs: Mulay Muhammad III (m. 1790) i Mulay Hasan I (m. 1894) a Rabat, Mulay al-Yazid (m. 1792) en les tombes sadites de Marràqueix, Abd al-Rahman ben Hixam (m. 1859) al Mausoleu de Mulay Ismaïl de Meknés, i Mulay Muhammad IV (m. 1873) a la casa ancestral alauita de Tafilalt.
La mesquita va recuperar l'ús com a necròpoli de la dinastia alauita amb el soldà Mulay Yusuf, que hi fou soterrat el 1927, seguit pels seus predecessors deposats Abdelhafid el 1937 i Abd al-Aziz ben al-Hasan el 1943 i la seua esposa Lalla Yacout el 1953. La tradició es va interrompre novament quan els governants posteriors Mohammed V (mort el 1961) i Hassan II (mort el 1999) es van enterrar a Rabat, al Mausoleu de Muhàmmad V, erigit entre el 1961 i el 1971 a prop de la Torre Hassan.